# ابتكار مزعزع

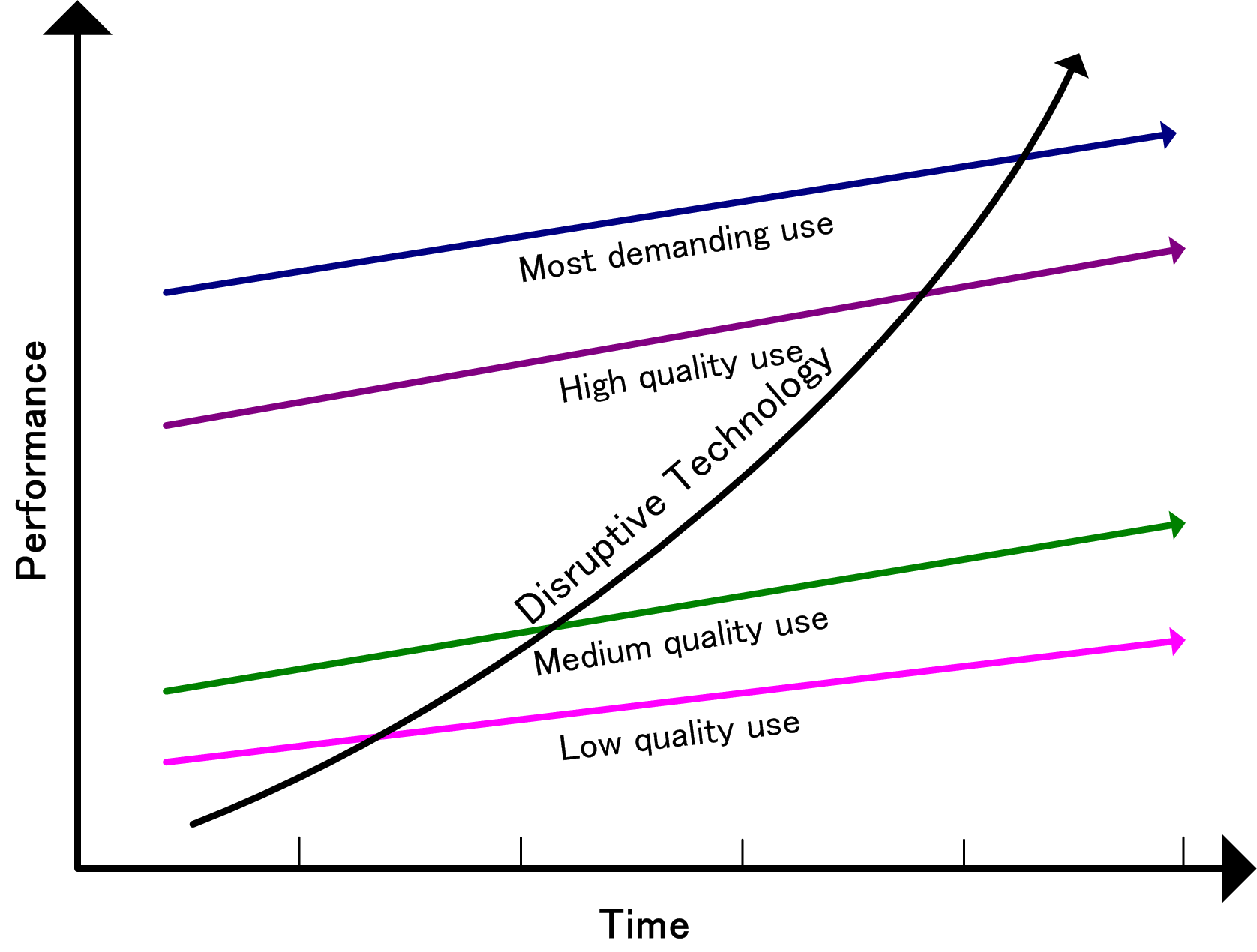

في نظرية الأعمال، الابتكار المُزعزع أو الابتكار المسبب للاضطراب (بالإنجليزية: Disruptive Innovation)‏ هو ابتكار يخلق شبكة سوق وقيمة جديدة ويتسبب في نهاية المطاف في تعطيل شبكة السوق والقيمة الحالية، وبالتالي إزاحة الشركات والمنتجات والتحالفات الراسخة الرائدة في السوق. تم تحديد هذا المصطلح وتحليل لأول مرة من قبل العالم والخبير الإداري الأمريكي كلايتون م. كريستنسن ومعاونيه بدءاً من عام 1995، وأطلق عليه اسم الفكرة التجارية الأكثر تأثيراً في اوائل القرن الواحد والعشرين.
ليست كل الابتكارات مُزعزِعة، حتى لو كانت ثورية. على سبيل المثال، كانت السيارات في بدايتها في أواخر القرن التاسع عشر من الابتكارات التكنولوجية الثورية ولم تكن من الابتكارات المُزعزعة، لأنها كانت في بداية اختراعها سلعًا كمالية باهظة الثمن، ولم تُزعزِع سوق العربات التي تجرها الخيول. ظلّ سوق النقل بشكل أساسي على حاله إلى أن ظهرت سيارة من نموذج فورد تي لأول مرة بأقل من سعرها في عام 1908. كانت السيارات ذات الإنتاج الضخم ابتكارًا مزعزِعاً، لأنها غيرت سوق النقل، في حين أن السنوات الثلاثين الأولى من السيارات لم تغير أي شيء.
تُنتج الابتكارات المُزعزِعة عادة من الدخلاء أو المنافسين الضعفاء ورواد الأعمال في الشركات الناشئة، أكثر من الشركات القائمة الرائدة في السوق. لا تسمح بيئة العمل التجارية التي يتمتع بها قادة السوق لهم بملاحقة الابتكارات المُزعزِعة عند ظهورها لأول مرة، لأنها ليست مربحة بما فيه الكفاية في البداية، ولأن تطويرها يمكن أن يأخذ الموارد النادرة بعيدًا عن الحفاظ على الابتكارات (التي تعد ضرورية للمنافسة في ظل المنافسة الحالية). قد تستغرق عملية الزعزعة وقتًا أطول من تطوير النهج التقليدي، وتكون المخاطر المرتبطة بها أعلى من الأشكال الأخرى للابتكار التدريجي أو التطوري، ولكن بمجرد نشرها في السوق، فإنها تحقق اختراقًا أسرع ودرجة أعلى من التأثير على الأسواق القائمة.
بعيداً عن مجال الأعمال والاقتصاد، يمكن أيضًا اعتبار الابتكارات المُزعزِعة ابتكارات تسبب اضطراباً للأنظمة المعقدة، بما في ذلك الجوانب الاقتصادية والمتعلقة بالأعمال.

## أنواع الابتكار

### الابتكار المستدام
هو ابتكار لا يؤثر بشكل كبير على الأسواق الحالية القائمة. وقد يكون أحد نوعين:

### الابتكار التطوري
ابتكار يعمل على تحسين المنتج في سوق حالية على النحو الذي يتوقعه العملاء (مثل، حقن الوقود في محركات الغازولين، وهو ما أدى إلى استبدال المُكربن أو ما يسمى الكربوريتور).

### الابتكار الثوري (المنقطع والراديكالي)
ابتكار غير متوقع، لكنه لا يؤثر على الأسواق الحالية (مثل السيارات في أواخر القرن التاسع عشر، والتي كانت عبارة عن سلع كمالية باهظة الثمن، بالتالي وبيع عدد قليل منها)

### الابتكار المُزعزِع
هو الابتكار الذي يخلق أسواقاً جديدة من خلال توفير مجموعة مختلفة من القيم، والتي تغلبت في نهاية المطاف (وبشكل غير متوقع) على السوق الحالية (على سبيل المثال، نموذج فورد T الأقل سعرا، والذي كان في متناول الجميع، والذي تسبب في إزاحة العربات التي تجرها الخيول)

## تاريخ المصطلح واستخدامه
صاغ كلايتون م. كريستنسن مصطلح التكنولوجيات المُزعزِعة وقدمه في مقالته «التكنولوجيات المُزعزِعة: اللحاق بالموجة» لعام 1995 التي كتبها مع جوزيف بوير. المقال موجه إلى المديرين التنفيذيين الذين يتخذون قرارات التمويل أو الشراء في الشركات وليس مجتمع الأبحاث. يصف هذا المصطلح بشكل أوسع في كتابه «معضلة المبتكر، Innovator's Dilemma». وتحرّى الكتاب في قضايا وحالات صناعة محركات الأقراص (والتي مع تغيرها السريع المرتبط بتطور الأجيال، شكل لدراسة عالم الأعمال ما يشكله ذباب الفاكهة لدراسة علم الوراثة، مثلما نصح كريستنسن في تسعينيات القرن العشرين) وصناعة معدات الحفر (إذ يتسبب التشغيل الهيدروليكي بالاستبدال البطيء لحركة تشغيل الكابلات). في إتمام عمله مع مايكل إي. راينور، «حلول المبتكر، The Innovator's Solution»، استبدل كريستنسن مصطلح التكنولوجيا المُزعزِعة بالابتكار المُزعزِع لأنه أدرك أن عدداً قليلاً من التكنولوجيات قد تكون مُزعزِعة في جوهرها أو مستدامة في طبيعتها، بل إن نموذج العمل هو الذي تمكنه التكنولوجيا من إحداث التأثير المُزعزِع. ومع ذلك، فتطور كريستنسن من التركيز التكنولوجي إلى التركيز على نمذجة الأعمال أمر أساسي لفهم تطور الأعمال على مستوى السوق أو الصناعة. وصف كريستنسن ومارك دبليو. جونسون، اللذان شاركا في تأسيس شركة الاستشارات الإدارية إينوسايت، ديناميكيات ابتكار نموذج الأعمال في مقالة هارفارد بيزنس ريفيو لعام 2008 بعنوان «إعادة اختراع نموذج أعمالك». ويستمر مفهوم التكنولوجيا الهدامة في تقليد قديم يتمثل في تحديد التغير التقني الجذري في دراسة الإبداع من قبل خبراء الاقتصاد، وتطوير الأدوات اللازمة لإدارته على مستوى الشركة أو السياسة.
يعتبر مصطلح الإبداع المُزعزِع مضللًا عند استخدامه للإشارة إلى منتج أو خدمة في نقطة ثابتة واحدة، بدلاً من تطور ذلك المنتج أو الخدمة بمرور الوقت.
كان من الضروري أن يكون تغيير العملية أو التكنولوجيا ككل بنّاءً في تحسين الطريقة الحالية للتصنيع، ولكن كان له تأثير سلبي على كامل نموذج حالة الأعمال، ما أدى إلى انخفاض كبير في تكاليف النفايات أو الطاقة أو المواد أو العمالة أو التركة بالنسبة للمستخدم.
في أواخر التسعينيات من القرن الماضي، بدأ قطاع السيارات في تبني منظور «التكنولوجيا المُزعزِعة البنّاءة» من خلال العمل مع المستشار ديفيد إي. أوريان، إذ دمج استخدام التكنولوجيا الحالية الجاهزة مع الابتكارات الأحدث لخلق ما سمّاه ميزة غير عادلة. يجب أن تكون عملية أو تقنية التغيير ككل بناءة في تحسين الطريقة الحالية للتصنيع، ولكنها تؤثر بشكل مُزعزع على نموذج حالة العمل بالكامل، ما يؤدي إلى تخفيض كبير في النفايات والطاقة والمواد والعمالة أو حتى التكاليف القديمة للمستخدم.
وهو ما قد يدفع فرضية التخلف عن السداد إلى التوقع. وبدلًا من ذلك، فإنها غالبًا تكون تراكبات جديدة من المكونات الموجودة، وتطبق ببراعة على شبكة قيمة صغيرة عابرة.
تماشياً مع الرؤية التي تؤكد أن المهم اقتصادياً هو نموذج العمل، وليس التطور التكنولوجي نفسه، تفسّر نظرية كريستنسن السبب في أن العديد من الابتكارات التخريبية ليست تكنولوجيات متقدمة، وهي فرضية تقصيرية قد تقود المرء إلى توقعها. بدلاً من ذلك، فهي غالبًا تراكيب جديدة من المكونات الموجودة الجاهزة للاستخدام، ويجري تطبيقها بذكاء على شبكة ذات قيمة صغيرة.
يقترح موقع تك ريبابليك الإخباري على الإنترنت وقف استخدام المصطلح، وما شابه من المصطلحات، لأنه مستخدم أكثر من اللازم.

### ما هو (وما ليس هو) الابتكار المُزعزِع
• الزعزعة هي عملية، وليست منتجًا أو خدمة، تحدث من الهامش إلى التيار الرئيسي
• تنشأ في الأسواق الرخيصة (عملاء أقل تطلباً) أو الأسواق الجديدة (حيث لا يوجد أحد)
• لا تتعامل الشركات الجديدة مع عملاء التيار الرئيسي حتى تلبي جودتها معاييرهم
• النجاح ليس شرطاً وبعض الأعمال يمكن أن تكون مُزعزِعة ولكنها تفشل
• يختلف نموذج أعمال الشركة الجديدة بشكل كبير عن الموجود في الوقت الراهن

ما زال كريستنسن مستمرًا في تطوير النظرية وصقلها، وقيل أنه ليست جميع أمثلة الابتكار المُزعزِع متناسبة تمامًا مع نظريته. مثلًا، اعترف بأن الإنشاء في الطرف الأدنى من السوق ليس سبباً للابتكار المُزعزِع، بل إنه يعمل على تعزيز نماذج العمل التنافسية، باستخدام أوبر كمثال. صرّح في مقابلة مع مجلة فوربس:
«ساعدتني أوبر على إدراك أنه ليس التواجد في أسفل السوق هو الآلية المسببة، ولكن ارتباطه بنموذج أعمال غير جذاب بالنسبة للمنافسين»

## مثال عن الزعزعة
في العالم العملي، يوضّح انتشار الحواسيب الشخصية كيف تساهم المعرفة في الابتكار التكنولوجي المستمر. إن المفهوم المركزي الأصلي (حاسوب واحد، كثير من الأشخاص) هو فكرة تتحدى المعرفة في التاريخ السابق للحوسبة، وأصبحت أوجه القصور والإخفاق واضحة. جلب عصر الحوسبة الشخصية حواسيب قوية لكل مكتب (شخص واحد، حاسوب واحد). وكانت هذه الفترة الانتقالية القصيرة ضرورية للتعود على بيئة الحوسبة الجديدة، ولكنها لم تكن كافية من وجهة نظر إنتاج المعرفة. يأتي إنشاء المعرفة المناسبة وإدارتها بشكل أساسي من الشبكات والحوسبة الموزعة (شخص واحد، العديد من الحواسيب). يجب أن يشكل حاسوب كل شخص نقطة وصول إلى المشهد الكلي للحوسبة أو بيئتها من خلال الإنترنت لأجهزة الحاسوب الأخرى وقواعد البيانات والإطارات الرئيسة، فضلاً عن مرافق الإنتاج والتوزيع والبيع، وما إلى ذلك. للمرة الأولى، تعمل التكنولوجيا على تمكين الأفراد وليس التسلسلات الهرمية الخارجية. فهي تنقل النفوذ والقوة حيثما تنتمي على النحو الأمثل على مواقع المعرفة المفيدة. على الرغم من أن التسلسلات الهرمية والبيروقراطية لا تبتكر، فالأفراد الأحرار والمتمتعون بالصلاحيات يفعلون ذلك، أصبحت المعرفة والابتكار والعفوية والاعتماد على الذات ذات قيمة وتشجيع متزايدين.
أمازون، ألكسا، آير بي آند بي هي بعض الأمثلة الأخرى عن الابتكار المُزعزع.
شركة أوبر لم تنشأ في موطئ قدم منخفض أو جديد في السوق. ومن بين الشروط التي تجعل الأعمال مدرجة ضمن الابتكار المُزعزِع وفقا لتعبير كلايتون م. كريستنسن أن يكون منشؤها مستنداً إلى موطئ قدم في السوق الرخيصة أو السوق الجديدة. وبدلًا من ذلك، أُطلِقت شركة أوبر في سان فرانسيسكو، وهي مدينة حضرية كبيرة تتمتع بخدمة سيارات الأجرة الثابتة ولم تستهدف العملاء ذوي الدخول المنخفضة أو أنشأت سوقاً جديدة (من منظور المستهلك). وعلى النقيض من هذا، فإن شركة أوبر سيليكت، وهي أحد الخيارات التي توفر سيارات فاخرة مثل سيارات الليموزين بسعر مخفض، تعد مثالاً للابتكار المُزعزِع، لأنها نشأت للعملاء الذين لم يدخلوا السوق التقليدية الفاخرة.